# كابتن ات سي
كابتن ات سي هو رتبة بحرية تقابل قائد سفينة خطية أو سفن رئيسية.
المكافئ في القوات البحرية الأخرى هو قبطان سفينة خطية أو رتبة قبطان البحرية في دول الكومنولث والبحرية الأمريكية.

## ألمانيا
Kapitän zur See (اختصار KptzS أو KZS أو KzS) ("كابتن في البحر") هو أعلى رتبة ضابط كبير في البحرية الألمانية. 

### Volksmarine
رتبة كابتن ات سي في فولكسمارين في ألمانيا الشرقية أعلى درجة في فئة رتب الضباط الكبار، مماثلة لرتبة الناتو OF-5. وتألفت شارة الرتبة من حزام الكتف وخطوط الأكمام.

### البحرية الإمبراطورية الألمانية وكريغسمرينه
في البحرية الإمبراطورية الألمانية و كريغسمارينه، كانت رتبة كابتن ات سي أعلى رتبة ضابط في مجموعة الضباط الكبار. وتألفت شارة رتبة من حزام الكتف وخطوط الأكمام. كان لابد من ارتداء أحزمة الكتف على سترات موحدة وتتكون من الضفائر الفضية الملتوية مع اثنين من النقاط الذهبية (نجوم) على الحشو باللون الأزرق الداكن. تألفت شارة الكفة من أربعة خطوط ونجم بحري من خمس نقاط أعلاه. حلقات الأكمام تطوق الأصفاد السفلى.